# Alfred Stern (Historiker)

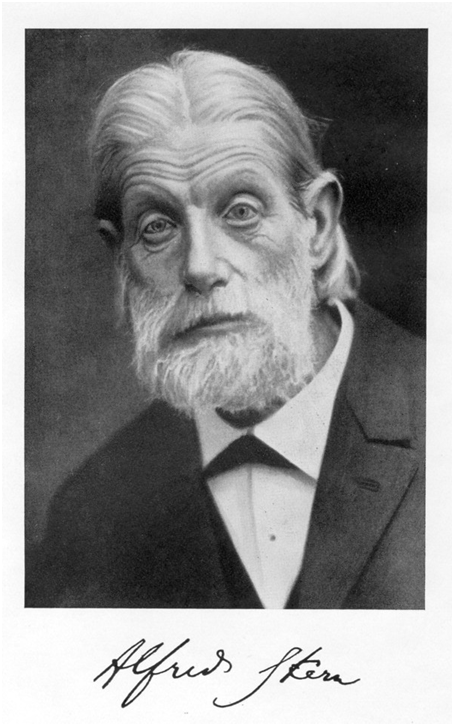
Alfred Stern (1932)

Alfred Stern (* 22. November 1846 in Göttingen; † 24. März 1936 in Zürich) war ein deutsch-jüdischer Historiker. Er war der Sohn des Mathematikers Moritz Abraham Stern.

## Leben
Stern studierte an den Universitäten Heidelberg, Göttingen und Berlin. Er habilitierte sich 1872 in Göttingen mit einer Biographie des englischen Dichters und Philosophen John Milton. Da neben der Germanistik auch die Geschichtswissenschaft im Wilhelminischen Deutschland als nationalpädagogische Institution zur Aufrechterhaltung der staatlichen Ordnung und zur Pflege nationaler Gesinnung galt, konnte sich Stern mit seiner liberalen politischen Grundhaltung und seiner jüdischen Herkunft keine Hoffnung auf ein Ordinariat für Geschichte an einer deutschen Universität machen. Stern wich in die Schweiz aus und lehrte an der Universität Bern von 1873 als Extraordinarius, ab 1878 als Ordinarius für Geschichte.
In Sterns Berner Zeit fiel die Treitschke-Baumgarten-Kontroverse (1882/83), bei der sich Stern auf Seiten Baumgartens gegen die tendenziöse, antiliberale, antisemitische und preußisch-deutschnationale Geschichtsschreibung Treitschkes wandte. Sein eigenes Ideal einer möglichst objektiven Historiographie versuchte er in seinem Hauptwerk Geschichte Europas seit den Verträgen von 1815 bis zum Frankfurter Frieden von 1871 zu verwirklichen.
1887 wechselte er an die ETH Zürich und blieb dort bis zu seiner Emeritierung im Jahre 1928. In Zürich freundete er sich mit Albert Einstein an, die beiden musizierten zusammen und korrespondierten bis zu Sterns Tod miteinander. Nach seinem Tode verfasste der Historiker Arnold Berney einen Nachruf in der Zeitschrift für die Geschichte der Juden. Er pries die Anerkennung, die Stern bei deutschen und ausländischen Historikern besessen habe, und hob besonders seine Verdienste als guter Universitätslehrer hervor.

## Werke (Auswahl)
- Geschichte der Revolution in England. Grote, Berlin 1881 (= Allgemeine Geschichte in Einzeldarstellungen).
- Abhandlungen und Aktenstücke zur Geschichte der preußischen Reformzeit 1807–1815. Duncker & Humblot, Leipzig 1885 (online bei Google Books).
- Das Leben Mirabeaus. Siegfried Cronbach, Berlin 1889.
  - Erster Band: Vor der Revolution (Digitalisat).
  - Zweiter Band: Während der Revolution (Digitalisat).
- Geschichte Europas seit den Verträgen von 1815 bis zum Frankfurter Frieden von 1871. 10 Bände, Stuttgart, Berlin 1894–1925.